# بیلداین
بیلداین (به آلمانی: Bildein) یک منطقهٔ مسکونی در اتریش است که در ناحیه گوسینگ واقع شده‌است. بیلداین ۳۲۶ نفر جمعیت دارد.